# Berkeley Heights
Berkeley Heights (oficialmente, Berkeley Heights Township) es un municipio situado en el condado de Union, Nueva Jersey, Estados Unidos. Tiene una población estimada, a mediados de 2021, de 13 169 habitantes.
Según el sitio web especializado Safewise.com, en 2022 ocupa el noveno lugar entre las localidades más seguras de los Estados Unidos.

## Geografía
Está ubicado en las coordenadas 40°40′34″N 74°25′22″O / 40.67611, -74.42278 (40.676119, -74.422756).

## Demografía
Según la Oficina del Censo, en 2000 los ingresos medios de los hogares eran de $107,716 y los ingresos medios de las familias eran de $118,862. Los hombres tenían ingresos medios por $83,175 frente a los $50,022 que percibían las mujeres. Los ingresos per cápita para la localidad eran de $43,981. Alrededor del 2.1% de la población estaba por debajo del umbral de pobreza.
De acuerdo con la estimación 2016-2020 de la Oficina del Censo, los ingresos medios de los hogares son de $180,729 y los ingresos medios de las familias son de $206,500. Los ingresos per cápita en los últimos doce meses, medidos en dólares de 2020, son de $81,229. Alrededor del 0.7% de la población está por debajo del umbral de pobreza.